# Phaeosphaerida
Phaeosphaerida es un grupo de protistas feodarios que tienen forma esférica, presentan cápsula central, un tamaño promedio de medio milímetro y una estructura radial de sus múltiples axopodios. El ectoplasma está cubierto por el escleracoma, el cual se ha desarrollado típicamente como una concha bien enrejada.

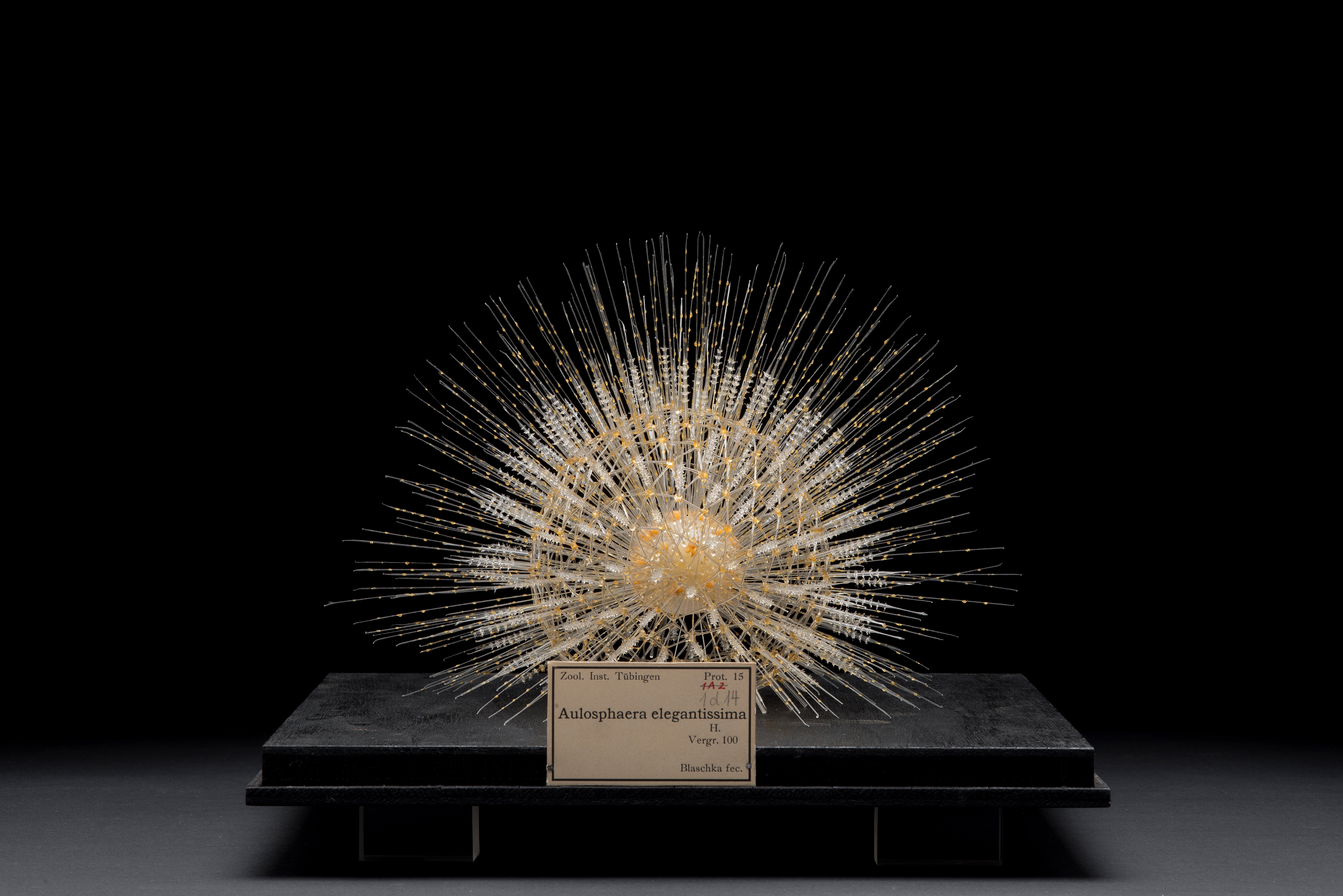
Aulosphaera.